# Стеван Коички
Стеван Коички (Бачка Паланка, 21. август 1929 — Београд, 11. септембар 2007) био је српски нуклеарни физичар, академик и потпредседник САНУ.

## Биографија
Рођен је у чиновничкој породици од оца Душана и мајке Милице, рођ. Несторовић. Живео је у Бачкој Паланци, па у Сомбору где је 1947. завршио гимназију. Дипломирао је физику 1951. на Природно-математичком факултету у Београду, где је и докторирао 1958.
Као нуклеарни физичар радио је у Институту у Винчи од 1951. до пензионисања 1989. Прекид у том раду био је период 1959-1963. када је као доцент радио на Природно-математичком факултету у Београду и прекиди због научног рада у иностраним лабораторијама. Његов допринос науци је у области нуклеарне спектрометрије, радиоактивних изотопа и зрачења.
За дописног члана Српске академије наука и уметности изабран је 21.3. 1974. а за редовног члана 15.12. 1988. Био је секретар Одељења природно-математичких наука САНУ у периоду 1994-1998, а затим генерални секретар академије у периоду 1998-2003. Изабран је за потпредседника САНУ 27.2. 2003. и на том положају реизабран 29.3. 2007. Умро је 11. септембра 2007. као потпредседник САНУ за природне науке. Учествовао је у раду више академијиних одбора.
Написао је више од сто научних радова и цитиран је више од 300 пута у научним публикацијама.